# محمد صمیمی
محمد صمیمی (زادهٔ ‎۹ فروردین ۱۳۶۶) ورزشکار رشته پرتاب دیسک اهل ایران است که قهرمانی جوانان جهان، قهرمانی دانشجویان جهان در سال ۲۰۰۹ و مدال نقرهٔ بازیهای آسیایی ۲۰۱۰ را در کارنامه دارد.